# ألكسندر ليونوف
ألكسندر ليونوف (بالروسية: Леонов, Александр Николаевич)‏ (مواليد 17 يوليو 1978) هو ملاكم روسي، مثّل بلاده في الألعاب الأولمبية الصيفية 2000.

## روابط خارجية
ألكسندر ليونوف على موقع أوليمبيديا (الإنجليزية)